# Плакат желаний
Плака́т жела́ний (карта желаний, коллаж желаний, «доска желаний», «вишборд», «дримборд») это коллаж из образов, картинок своих желаний, призванный служить источником вдохновения и мотивации. Плакат формируется из изображений желаемого в определённом порядке или без такового. Так как «доски желаний» получили признание во всём мире, существуют онлайн и офлайн мастер-классы по созданию «вишбордов». Особое признание плакаты желаний получили в США.
Карту желаний можно делать в любой момент времени в году.

## Идея и источники
Концепция течения заключается в так называемом «законе притяжения» для достижения целей. Считается, что «доски желаний» обязаны своим появлением фильму «Секрет», в котором впервые поднимается и обсуждается идея возможности визуализации своих желаний. Также существует теория «самоисполняющихся пророчеств», которая отчасти базируется на идее солипсизма. Таким образом, идея создания плакатов желаний постепенно приобретает концептуальную схему.
Полезность доски желаний была одобрена такими знаменитостями, как Джон Ассараф, Элен ДеДженерес , Кэти Перри, Опра Уинфри, Стив Харви, и Джон Пьер, и Октавия Батлер.
Идею карты желаний поддерживают многие российские знаменитости и блогеры. Некоторые известные психологи полагают, что создание своей доски желаний помогает стимулировать намерение и, таким образом, добиваться целей.

## Критика
Есть некоторые свидетельства того, что советы по визуализации могут быть контрпродуктивными, поскольку постоянные фантазии об успехе могут привести к принятию меньшего количества действий для его реализации. Таким образом, «доска желаний» скорее рассматривается как альтернатива реализации активной цели или её сопровождение .